# MQ–4C Triton
Az MQ–4C Triton nagy magasságú és nagy hatótávolságú, pilóta nélküli felderítő és légi járőröző amerikai repülőgép, melyet a Northrop Grumman repülőgépgyár fejlesztett ki az RQ–4 Global Hawk alapjain a Broad Aera Maritime Surveillance program keretében a haditengerészet igényeinek megfelelően. Korábban RQ–4N jelzéssel volt ismert. Fő feladatköre nagy óceáni térségek és partvidéki területek légi felügyelete és valós idejű felderítési adatok biztosítása. E feladatkörében a Boeing P–8 Poseidon tengeri felderítő repülőgépek tevékenységét támogatja és egészíti ki.
Prototípusa 2013-ban repült először. 2015-ben rendszeresítették az Egyesült Államok Haditengerészeténél (US Navy). A kezdeti harckészültségi szintet 2018-ban érte el. Összesen 67 repülőgép hadrendbe állítását tervezik. Ezzel a teljes bevetési kapacitását  2023-ban éri el a rendszer.
2018-ban Ausztrália is bejelentette, hogy tervezik az MQ–4C Triton rendszer beszerzését.